# Helota servillei
Helota servillei là một loài bọ cánh cứng trong họ Helotidae. Loài này được Hope miêu tả khoa học năm 1840.